# Engelbert Nelle
Engelbert Nelle (* 9. Juni 1933 in Essen; † 22. August 2016 in Hildesheim) war ein deutscher Politiker (CDU) und Sportfunktionär.

## Leben
Engelbert Nelle legte 1954 am Laurentianum in Arnsberg das Abitur ab, besuchte die Berufsschule in Neheim-Hüsten und machte eine Lehre zum Industriekaufmann. 1956 absolvierte er die Kaufmannsgehilfenprüfung in Arnsberg. Danach studierte er an der Universität Köln mit Abschluss 1961 als Diplomhandelslehrer. In Köln wurde er 1956 Mitglied der katholischen Studentenverbindung W.K.St.V. Unitas Landshut Köln.
Von 1961 bis 1962 war er Präsident der Katholischen Deutschen Studenten-Einigung, von 1962 bis 1964 Angestellter des Bischöflichen Generalvikariats in Köln, von 1964 bis 1980 Ausbildungsleiter bei Robert Bosch in Hildesheim und Kuratoriumsmitglied der Hochschule für Berufstätige. Er wurde Trainer von Blau-Weiß Neuhof und 1980 Jugendobmann des Niedersächsischen Fußballverbands. 1988 wurde er Präsident des Niedersächsischen und 1989 des Norddeutschen Fußballverbandes sowie Mitglied des Präsidiums des Deutschen Fußball-Bundes. 1998 wurde er Vizepräsident des DFB. Bis 2005 blieb er Präsident des Norddeutschen Fußball-Verbands.
Für seine Verdienste um den Sport in Niedersachsen wurde er in die Ehrengalerie des niedersächsischen Sports des niedersächsischen Instituts für Sportgeschichte aufgenommen. 2002 erhielt Nelle die Ehrendoktorwürde der Universität Plovdiv in Bulgarien.
Nach seinem Tod wurde beim Fußball-Länderspiel Deutschland gegen Finnland am 31. August 2016 in Mönchengladbach eine Gedenkminute zu seinen Ehren abgehalten.

### Politische Laufbahn
1969 trat Engelbert Nelle in die CDU ein. Von 1972 bis 1981 war er Ratsherr der Stadt Hildesheim und dort ab 1975 Fraktionsvorsitzender, gleichzeitig Ortsratsmitglied von Hildesheim-Neuhof sowie Ortsbürgermeister bzw. dessen Stellvertreter. 
Von 1980 bis 1998 gehörte er dem Bundestag an, ab 1983 als direkt gewählter Abgeordneter des Wahlkreises Gifhorn – Peine. Von 1983 bis 1994 war Nelle stellvertretender Vorsitzender des Ausschusses für Bildung und Wissenschaft, von 1985 bis 1994 sportpolitischer Sprecher der CDU/CSU-Fraktion.